# Helena Suková
Ne pas confondre avec Věra Suková, sa mère également joueuse de tennis.
Helena Suková (née le 23 février 1965 à Prague) est une joueuse de tennis tchécoslovaque puis tchèque, professionnelle de janvier 1983 à juillet 1998.

## Biographie
En 1984, la numéro un mondiale Martina Navrátilová tente de réaliser le Grand Chelem après avoir successivement remporté Roland-Garros, Wimbledon et l'US Open. Et pourtant, à la surprise générale, Helena Suková, qu'elle vient pourtant d'éliminer en deux sets secs à l'US Open, l'élimine en demi-finale des Internationaux d'Australie avant de s'incliner en finale face à Chris Evert en trois manches.
Elle s'installe dès lors dans les dix meilleures joueuses du monde, et parvient en finale des Masters de New York en 1985, puis de l'US Open en 1986 où elle bat facilement la numéro deux mondiale Chris Evert en demi-finale. À chaque fois, elle échoue assez sèchement en finale face à Navrátilová. Elle prend cependant sa revanche contre cette dernière en finale du tournoi sur gazon d'Eastbourne en 1987. Après des années 1987 et 1988 décevantes en Grand Chelem, elle s'illustre en battant à nouveau Navrátilová (alors numéro deux mondiale) en quart de finale de l'Open d'Australie 1989, et atteint la finale du tournoi, seulement battue par la numéro un mondiale incontestée du moment, Steffi Graf.
Helena Suková réalise ensuite des saisons moins brillantes, perdant même sa place parmi les dix meilleures joueuses du monde. Elle réalise cependant un dernier coup d'éclat à l'US Open 1993 où elle bat successivement les numéros deux et trois mondiales Arantxa Sánchez Vicario et Martina Navrátilová. C'est encore Steffi Graf qui lui barre la route du succès en finale, en deux manches.
Pendant sa carrière, elle s'est aussi particulièrement illustrée dans les épreuves de double, comptant soixante-neuf titres WTA à son palmarès, dont neuf en Grand Chelem (tous au moins une fois chacun). Associée à Jana Novotná, elle a décroché deux médailles d'argent aux Jeux olympiques de Séoul en 1988 et d'Atlanta en 1996. Toujours avec sa partenaire tchèque, elle a manqué de peu de réaliser le Grand Chelem en 1990, échouant en finale de l'US Open après leurs victoires dans les trois autres épreuves.
Elle est la fille de Věra Suková et la sœur de Cyril Suk.

## Palmarès

### Titres en simple dames
| No | Date       | Nom et lieu du tournoi                      | Catégorie  | Dotation  | Surface         | Finaliste           | Score         |          |
| -- | ---------- | ------------------------------------------- | ---------- | --------- | --------------- | ------------------- | ------------- | -------- |
| 1  | 11-01-1982 | Avon Futures of Hampton Roads, Newport News | Futures    | 40 000 $  | Moquette (int.) | Pat Medrado         | 6-2, 6-7, 6-0 | Parcours |
| 2  | 12-11-1984 | National Panasonic Open, Brisbane           | VS Tour C1 | 150 000 $ | Gazon (ext.)    | Elizabeth Smylie    | 6-4, 6-4      | Parcours |
| 3  | 04-08-1986 | Player’s Canadian Open, Montréal            |            | 250 000 $ | Dur (ext.)      | Pam Shriver         | 6-2, 7-5      | Parcours |
| 4  | 29-09-1986 | Hewlett-Packard Trophy, Hilversum           |            | 75 000 $  | Moquette (int.) | Catherine Tanvier   | 6-2, 7-5      | Parcours |
| 5  | 23-03-1987 | US Indoors, Piscataway                      |            | 150 000 $ | Moquette (int.) | Lori McNeil         | 6-0, 6-3      | Parcours |
| 6  | 15-06-1987 | Pilkington Glass Championships, Eastbourne  |            | 200 000 $ | Gazon (ext.)    | Martina Navrátilová | 7-6, 6-3      | Parcours |
| 7  | 02-01-1989 | Danone Hard Court Championships, Brisbane   | Tier V     | 150 000 $ | Dur (ext.)      | Brenda Schultz      | 7-6, 7-6      | Parcours |
| 8  | 31-12-1990 | Danone Open, Brisbane                       | Tier IV    | 150 000 $ | Dur (ext.)      | Akiko Kijimuta      | 6-4, 6-3      | Parcours |
| 9  | 03-02-1992 | Mizuno World Ladies, Osaka                  | Tier III   | 150 000 $ | Moquette (int.) | Laura Arraya        | 6-2, 4-6, 6-1 | Parcours |
| 10 | 09-11-1992 | Indianapolis Tennis Classic, Indianapolis   | Tier IV    | 150 000 $ | Dur (int.)      | Linda Wild          | 6-4, 6-3      | Parcours |

### Finales en simple dames
| No | Date       | Nom et lieu du tournoi                       | Catégorie  | Dotation    | Surface         | Vainqueure           | Score          |          |
| -- | ---------- | -------------------------------------------- | ---------- | ----------- | --------------- | -------------------- | -------------- | -------- |
| 1  | 15-03-1982 | Avon Futures Championships, Austin           | Futures    | 50 000 $    | Moquette (int.) | Claudia Kohde-Kilsch | 7-6, 0-6, 6-3  | Parcours |
| 2  | 02-08-1982 | US Clay Court Championships, Indianapolis    | Series 5   | 150 000 $   | Terre (ext.)    | Virginia Ruzici      | 6-2, 6-0       | Parcours |
| 3  | 26-03-1984 | Virginia Slims of New England, Boston        | VS Tour C3 | 150 000 $   | Moquette (int.) | Hana Mandlíková      | 7-5, 6-0       | Parcours |
| 4  | 26-11-1984 | Australian Open, Melbourne                   | G. Chelem  | 645 000 $   | Gazon (ext.)    | Chris Evert          | 6-74, 6-1, 6-3 | Parcours |
| 5  | 18-03-1985 | Virginia Slims Championships, New York       | Masters    | 500 000 $   | Moquette (int.) | Martina Navrátilová  | 6-3, 7-5, 6-4  | Parcours |
| 6  | 17-06-1985 | Pilkington Glass Championships, Eastbourne   |            | 175 000 $   | Gazon (ext.)    | Martina Navrátilová  | 6-4, 6-3       | Parcours |
| 7  | 03-03-1986 | US Indoors, Princeton                        |            | 150 000 $   | Moquette (int.) | Martina Navrátilová  | 3-6, 6-0, 7-6  | Parcours |
| 8  | 16-06-1986 | Pilkington Glass Championships, Eastbourne   |            | 200 000 $   | Gazon (ext.)    | Martina Navrátilová  | 3-6, 6-3, 6-4  | Parcours |
| 9  | 25-08-1986 | US Open, Flushing Meadows                    | G. Chelem  | 1 400 000 $ | Dur (ext.)      | Martina Navrátilová  | 6-3, 6-2       | Parcours |
| 10 | 06-10-1986 | European Indoors, Zurich                     |            | 150 000 $   | Moquette (int.) | Steffi Graf          | 4-6, 6-2, 6-4  | Parcours |
| 11 | 16-02-1987 | Virginia Slims of Florida, Boca Raton        |            | 250 000 $   | Dur (ext.)      | Steffi Graf          | 6-2, 6-3       | Parcours |
| 12 | 04-01-1988 | New South Wales Open, Sydney                 | Tier IV    | 200 000 $   | Gazon (ext.)    | Pam Shriver          | 6-2, 6-3       | Parcours |
| 13 | 25-04-1988 | Pan Pacific Open, Tokyo                      | Tier III   | 250 000 $   | Moquette (int.) | Pam Shriver          | 7-5, 6-1       | Parcours |
| 14 | 09-05-1988 | German Open, Berlin                          | Tier I     | 300 000 $   | Terre (ext.)    | Steffi Graf          | 6-3, 6-2       | Parcours |
| 15 | 16-01-1989 | Ford Australian Open, Melbourne              | G. Chelem  | 937 882 $   | Dur (ext.)      | Steffi Graf          | 6-4, 6-4       | Parcours |
| 16 | 26-02-1990 | Virginia Slims of Indian Wells, Indian Wells | Tier II    | 350 000 $   | Dur (ext.)      | Martina Navrátilová  | 6-2, 5-7, 6-1  | Parcours |
| 17 | 11-06-1990 | Dow Classic, Birmingham                      | Tier IV    | 150 000 $   | Gazon (ext.)    | Zina Garrison        | 6-4, 6-1       | Parcours |
| 18 | 22-10-1990 | Midland Bank Championships, Brighton         | Tier II    | 350 000 $   | Moquette (int.) | Steffi Graf          | 7-5, 6-3       | Parcours |
| 19 | 30-08-1993 | US Open, Flushing Meadows                    | G. Chelem  | 3 967 250 $ | Dur (ext.)      | Steffi Graf          | 6-3, 6-3       | Parcours |
| 20 | 18-10-1994 | Brighton International, Brighton             | Tier II    | 400 000 $   | Moquette (int.) | Jana Novotná         | 6-7, 6-3, 6-4  | Parcours |
| 21 | 17-06-1996 | Wilkinson Lady Championships, Rosmalen       | Tier III   | 164 250 $   | Gazon (ext.)    | Anke Huber           | 6-4, 7-6       | Parcours |

### Titres en double dames
| No | Date       | Nom et lieu du tournoi                              | Catégorie  | Dotation    | Surface         | Partenaire           | Finalistes                             | Score          |          |
| -- | ---------- | --------------------------------------------------- | ---------- | ----------- | --------------- | -------------------- | -------------------------------------- | -------------- | -------- |
| 1  | 23-01-1984 | Avon Cup Marco Island                               | VS Tour C2 | 100 000 $   | Terre (ext.)    | Hana Mandlíková      | Anne Hobbs Andrea Jaeger               | 3-6, 6-2, 6-2  | Parcours |
| 2  | 21-05-1984 | Italian Open Pérouse                                |            | 150 000 $   | Terre (ext.)    | Iva Budařová         | Kathleen Horvath Virginia Ruzici       | 7-6, 1-6, 6-4  | Parcours |
| 3  | 15-10-1984 | Porsche Grand Prix Filderstadt                      |            | 150 000 $   | Dur (int.)      | Claudia Kohde-Kilsch | Bettina Bunge Eva Pfaff                | 6-2, 4-6, 6-3  | Parcours |
| 4  | 19-11-1984 | NSW Building Society Sydney                         |            | 150 000 $   | Gazon (ext.)    | Claudia Kohde-Kilsch | Wendy Turnbull Sharon Walsh            | 6-2, 7-6       | Parcours |
| 5  | 10-12-1984 | Pan Pacific Open Tokyo                              | VS Tour C4 | 250 000 $   | Moquette (int.) | Claudia Kohde-Kilsch | Elizabeth Smylie Catherine Tanvier     | 6-4, 6-1       | Parcours |
| 6  | 13-05-1985 | German Open Berlin                                  |            | 150 000 $   | Terre (ext.)    | Claudia Kohde-Kilsch | Steffi Graf Catherine Tanvier          | 6-4, 6-1       | Parcours |
| 7  | 20-05-1985 | Swiss Open Lugano                                   |            | 100 000 $   | Terre (ext.)    | Bonnie Gadusek       | Bettina Bunge Eva Pfaff                | 6-2, 6-4       | Parcours |
| 8  | 29-07-1985 | Virginia Slims of Los Angeles Manhattan Beach       |            | 250 000 $   | Dur (ext.)      | Claudia Kohde-Kilsch | Hana Mandlíková Wendy Turnbull         | 6-4, 6-2       | Parcours |
| 9  | 26-08-1985 | US Open Flushing Meadows                            | G. Chelem  | 1 250 000 $ | Dur (ext.)      | Claudia Kohde-Kilsch | Martina Navrátilová Pam Shriver        | 6-75, 6-2, 6-3 | Parcours |
| 10 | 09-12-1985 | Pan Pacific Open Tokyo                              |            | 250 000 $   | Moquette (int.) | Claudia Kohde-Kilsch | Marcella Mesker Elizabeth Smylie       | 6-0, 6-4       | Parcours |
| 11 | 10-02-1986 | Lipton International Championships Boca Raton       |            | 750 000 $   | Dur (ext.)      | Pam Shriver          | Chris Evert Wendy Turnbull             | 6-2, 6-3       | Parcours |
| 12 | 10-03-1986 | Virginia Slims of Dallas Dallas                     |            | 250 000 $   | Moquette (int.) | Claudia Kohde-Kilsch | Hana Mandlíková Wendy Turnbull         | 4-6, 7-5, 6-4  | Parcours |
| 13 | 14-04-1986 | Sunkist/WTA Championships Amelia Island             |            | 275 000 $   | Terre (ext.)    | Claudia Kohde-Kilsch | Gabriela Sabatini Catherine Tanvier    | 6-2, 5-7, 7-6  | Parcours |
| 14 | 12-05-1986 | German Open Berlin                                  |            | 150 000 $   | Terre (ext.)    | Steffi Graf          | Martina Navrátilová Andrea Temesvári   | 7-5, 6-2       | Parcours |
| 15 | 29-09-1986 | Hewlett-Packard Trophy Hilversum                    |            | 75 000 $    | Moquette (int.) | Kathy Jordan         | Tine Scheuer-Larsen Catherine Tanvier  | 7-5, 6-1       | Parcours |
| 16 | 20-10-1986 | Pretty Polly Classic Brighton                       |            | 200 000 $   | Moquette (int.) | Steffi Graf          | Tine Scheuer-Larsen Catherine Tanvier  | 6-4, 6-4       | Parcours |
| 17 | 10-11-1986 | Virginia Slims of Chicago Chicago                   |            | 150 000 $   | Moquette (int.) | Claudia Kohde-Kilsch | Steffi Graf Gabriela Sabatini          | 6-7, 7-6, 6-3  | Parcours |
| 18 | 30-01-1987 | Bridgestone Doubles Tokyo                           |            | 175 000 $   | Moquette (int.) | Claudia Kohde-Kilsch | Elise Burgin Pam Shriver               | 6-1, 7-6       | Parcours |
| 19 | 11-05-1987 | German Open Berlin                                  |            | 150 000 $   | Terre (ext.)    | Claudia Kohde-Kilsch | Catarina Lindqvist Tine Scheuer-Larsen | 6-1, 6-2       | Parcours |
| 20 | 22-06-1987 | The Championships Wimbledon                         | G. Chelem  | 1 354 530 $ | Gazon (ext.)    | Claudia Kohde-Kilsch | Betsy Nagelsen Elizabeth Smylie        | 7-5, 7-5       | Parcours |
| 21 | 19-10-1987 | Volvo Classic Brighton                              |            | 200 000 $   | Moquette (int.) | Kathy Jordan         | Tine Scheuer-Larsen Catherine Tanvier  | 7-5, 6-1       | Parcours |
| 22 | 09-11-1987 | Virginia Slims of Chicago Chicago                   |            | 150 000 $   | Moquette (int.) | Claudia Kohde-Kilsch | Zina Garrison Lori McNeil              | 6-4, 6-3       | Parcours |
| 23 | 29-02-1988 | US Hard Court Championships San Antonio             | Tier IV    | 200 000 $   | Dur (ext.)      | Lori McNeil          | Rosalyn Fairbank Gretchen Rush         | 6-3, 6-7, 6-2  | Parcours |
| 24 | 25-04-1988 | Pan Pacific Open Tokyo                              | Tier III   | 250 000 $   | Moquette (int.) | Pam Shriver          | Gigi Fernández Robin White             | 4-6, 6-2, 7-6  | Parcours |
| 25 | 15-08-1988 | Player’s Canadian Open Montréal                     | Tier II    | 300 000 $   | Dur (ext.)      | Jana Novotná         | Zina Garrison Pam Shriver              | 7-6, 7-6       | Parcours |
| 26 | 22-08-1988 | United Jersey Bank Classic Mahwah                   | Tier IV    | 200 000 $   | Dur (ext.)      | Jana Novotná         | Gigi Fernández Robin White             | 6-3, 6-2       | Parcours |
| 27 | 02-01-1989 | Danone Hard Court Championships Brisbane            | Tier V     | 150 000 $   | Dur (ext.)      | Jana Novotná         | Patty Fendick Jill Hetherington        | 6-7, 6-1, 6-2  | Parcours |
| 28 | 13-03-1989 | Virginia Slims of Florida Boca Raton                | Tier II    | 300 000 $   | Dur (ext.)      | Jana Novotná         | Jo Durie Mary Joe Fernández            | 6-4, 6-2       | Parcours |
| 29 | 20-03-1989 | Lipton International Championships Miami            | Tier I     | 750 000 $   | Dur (ext.)      | Jana Novotná         | Gigi Fernández Lori McNeil             | 7-6, 6-4       | Parcours |
| 30 | 26-06-1989 | The Championships Wimbledon                         | G. Chelem  | 2 204 162 $ | Gazon (ext.)    | Jana Novotná         | Larisa Savchenko Natasha Zvereva       | 6-1, 6-2       | Parcours |
| 31 | 16-10-1989 | European Indoors Zurich                             | Tier III   | 250 000 $   | Moquette (int.) | Jana Novotná         | Nathalie Tauziat Judith Wiesner        | 6-3, 3-6, 6-4  | Parcours |
| 32 | 01-01-1990 | Danone Open Brisbane                                | Tier IV    | 150 000 $   | Dur (ext.)      | Jana Novotná         | Hana Mandlíková Pam Shriver            | 6-3, 6-1       | Parcours |
| 33 | 08-01-1990 | Holden NSW Open Sydney                              | Tier III   | 225 000 $   | Dur (ext.)      | Jana Novotná         | Larisa Neiland Natasha Zvereva         | 6-3, 7-5       | Parcours |
| 34 | 15-01-1990 | Ford Australian Open Melbourne                      | G. Chelem  | 1 220 160 $ | Dur (ext.)      | Jana Novotná         | Patty Fendick Mary Joe Fernández       | 7-65, 7-66     | Parcours |
| 35 | 26-02-1990 | Virginia Slims of Indian Wells Indian Wells         | Tier II    | 350 000 $   | Dur (ext.)      | Jana Novotná         | Gigi Fernández Martina Navrátilová     | 6-2, 7-6       | Parcours |
| 36 | 05-03-1990 | Virginia Slims of Florida Boca Raton                | Tier II    | 350 000 $   | Dur (ext.)      | Jana Novotná         | Elise Burgin Wendy Turnbull            | 6-4, 6-2       | Parcours |
| 37 | 16-03-1990 | Lipton International Championships Miami            | Tier I     | 750 000 $   | Dur (ext.)      | Jana Novotná         | Betsy Nagelsen Robin White             | 6-4, 6-3       | Parcours |
| 38 | 28-05-1990 | Roland-Garros Paris                                 | G. Chelem  | 2 019 720 $ | Terre (ext.)    | Jana Novotná         | Larisa Neiland Natasha Zvereva         | 6-4, 7-5       | Parcours |
| 39 | 25-06-1990 | The Championships Wimbledon                         | G. Chelem  | 2 561 585 $ | Gazon (ext.)    | Jana Novotná         | Kathy Jordan Elizabeth Smylie          | 6-3, 6-4       | Parcours |
| 40 | 22-10-1990 | Midland Bank Championships Brighton                 | Tier II    | 350 000 $   | Moquette (int.) | Nathalie Tauziat     | Jo Durie Natasha Zvereva               | 6-1, 6-4       | Parcours |
| 41 | 05-11-1990 | Virginia Slims of New England Worcester             | Tier II    | 350 000 $   | Moquette (int.) | Gigi Fernández       | Mary Joe Fernández Jana Novotná        | 3-6, 6-3, 6-3  | Parcours |
| 42 | 07-01-1991 | Holden NSW Open Sydney                              | Tier III   | 225 000 $   | Dur (ext.)      | Arantxa Sánchez      | Gigi Fernández Jana Novotná            | 6-1, 6-4       | Parcours |
| 43 | 28-03-1991 | Light n’ Lively Doubles Tarpon Springs              |            | 200 000 $   | Terre (ext.)    | Gigi Fernández       | Larisa Neiland Natasha Zvereva         | 4-6, 6-4, 7-6  | Parcours |
| 44 | 08-04-1991 | Bausch & Lomb Championships Amelia Island           | Tier II    | 350 000 $   | Terre (ext.)    | Arantxa Sánchez      | Mercedes Paz Natasha Zvereva           | 4-6, 6-2, 6-2  | Parcours |
| 45 | 06-01-1992 | NSW Open Tmn’t of Champions Sydney                  | Tier III   | 225 000 $   | Dur (ext.)      | Arantxa Sánchez      | Mary Joe Fernández Zina Garrison       | 7-6, 6-7, 6-2  | Parcours |
| 46 | 13-01-1992 | Ford Australian Open Melbourne                      | G. Chelem  | 2 000 000 $ | Dur (ext.)      | Arantxa Sánchez      | Mary Joe Fernández Zina Garrison       | 6-4, 7-62      | Parcours |
| 47 | 27-01-1992 | Toray Pan Pacific Open Tokyo                        | Tier II    | 350 000 $   | Moquette (int.) | Arantxa Sánchez      | Martina Navrátilová Pam Shriver        | 7-5, 6-1       | Parcours |
| 48 | 03-02-1992 | Mizuno World Ladies Osaka                           | Tier III   | 150 000 $   | Moquette (int.) | Rennae Stubbs        | Sandy Collins Rachel McQuillan         | 3-6, 6-4, 7-5  | Parcours |
| 49 | 04-05-1992 | Peugeot Italian Open Rome                           | Tier I     | 550 000 $   | Terre (ext.)    | Monica Seles         | Katerina Maleeva Barbara Rittner       | 6-1, 6-2       | Parcours |
| 50 | 10-08-1992 | Virginia Slims of Los Angeles Manhattan Beach       | Tier II    | 350 000 $   | Dur (ext.)      | Arantxa Sánchez      | Zina Garrison Pam Shriver              | 6-4, 6-2       | Parcours |
| 51 | 05-10-1992 | European Indoors Zurich                             | Tier II    | 350 000 $   | Moquette (int.) | Natasha Zvereva      | Martina Navrátilová Pam Shriver        | 7-6, 6-4       | Parcours |
| 52 | 12-10-1992 | Porsche Tennis GP Filderstadt                       | Tier II    | 350 000 $   | Dur (int.)      | Arantxa Sánchez      | Pam Shriver Natasha Zvereva            | 6-4, 7-5       | Parcours |
| 53 | 16-11-1992 | Virginia Slims Championships New York               | Masters    | 3 000 000 $ | Moquette (int.) | Arantxa Sánchez      | Larisa Neiland Jana Novotná            | 7-6, 6-1       | Parcours |
| 54 | 01-02-1993 | Toray Pan Pacific Open Tokyo                        | Tier I     | 750 000 $   | Moquette (int.) | Martina Navrátilová  | Lori McNeil Rennae Stubbs              | 6-4, 6-3       | Parcours |
| 55 | 22-02-1993 | Matrix Essentials Evert Cup Indian Wells            | Tier II    | 375 000 $   | Dur (ext.)      | Rennae Stubbs        | Ann Grossman Patricia Hy               | 6-3, 6-4       | Parcours |
| 56 | 17-05-1993 | European Open Lucerne                               | Tier III   | 150 000 $   | Terre (ext.)    | Mary Joe Fernández   | Lindsay Davenport Marianne Werdel      | 6-2, 6-4       | Parcours |
| 57 | 26-07-1993 | Acura US Hard Court Championships Stratton Mountain | Tier II    | 375 000 $   | Dur (ext.)      | Elizabeth Smylie     | Manuela Maleeva Mercedes Paz           | 6-1, 6-2       | Parcours |
| 58 | 02-08-1993 | Mazda Tennis Classic San Diego                      | Tier II    | 375 000 $   | Dur (ext.)      | Gigi Fernández       | Pam Shriver Elizabeth Smylie           | 6-4, 6-3       | Parcours |
| 59 | 09-08-1993 | Virginia Slims of Los Angeles Manhattan Beach       | Tier II    | 375 000 $   | Dur (ext.)      | Arantxa Sánchez      | Gigi Fernández Natasha Zvereva         | 7-6, 6-3       | Parcours |
| 60 | 30-08-1993 | US Open Flushing Meadows                            | G. Chelem  | 3 967 250 $ | Dur (ext.)      | Arantxa Sánchez      | Amanda Coetzer Inés Gorrochategui      | 6-4, 6-2       | Parcours |
| 61 | 25-10-1993 | Nokia Grand Prix Essen                              | Tier II    | 375 000 $   | Moquette (int.) | Arantxa Sánchez      | Wiltrud Probst Christina Singer        | 7-6, 6-2       | Parcours |
| 62 | 30-10-1995 | Bank of the West Classic Oakland                    | Tier II    | 430 000 $   | Moquette (int.) | Lori McNeil          | Katrina Adams Zina Garrison            | 3-6, 6-4, 6-3  | Parcours |
| 63 | 06-11-1995 | Advanta Championships Philadelphie                  | Tier I     | 806 250 $   | Moquette (int.) | Lori McNeil          | Meredith McGrath Larisa Neiland        | 4-6, 6-3, 6-4  | Parcours |
| 64 | 24-06-1996 | The Championships Wimbledon                         | G. Chelem  | 3 392 408 $ | Gazon (ext.)    | Martina Hingis       | Meredith McGrath Larisa Neiland        | 5-7, 7-5, 6-1  | Parcours |
| 65 | 09-09-1996 | Pupp Czech Open Karlovy Vary                        | Tier IV    | 160 000 $   | Terre (ext.)    | Karina Habšudová     | Eva Martincová Elena Pampoulova        | 3-6, 6-3, 6-2  | Parcours |
| 66 | 14-10-1996 | European Indoors Zurich                             | Tier I     | 926 250 $   | Moquette (int.) | Martina Hingis       | Nicole Arendt Natasha Zvereva          | 7-5, 6-4       | Parcours |
| 67 | 19-05-1997 | Internationaux de Strasbourg Strasbourg             | Tier III   | 250 000 $   | Terre (ext.)    | Natasha Zvereva      | Elena Likhovtseva Ai Sugiyama          | 6-1, 6-1       | Parcours |
| 68 | 20-10-1997 | SEAT Open Luxembourg                                | Tier III   | 164 250 $   | Moquette (int.) | Larisa Neiland       | Meike Babel Laurence Courtois          | 6-2, 6-4       | Parcours |
| 69 | 12-01-1998 | Sydney International Sydney                         | Tier II    | 342 500 $   | Dur (ext.)      | Martina Hingis       | Katrina Adams Meredith McGrath         | 6-1, 6-2       | Parcours |

### Finales en double dames
| No | Date       | Nom et lieu du tournoi                     | Catégorie     | Dotation    | Surface         | Vainqueures                           | Partenaire           | Score                                               |          |
| -- | ---------- | ------------------------------------------ | ------------- | ----------- | --------------- | ------------------------------------- | -------------------- | --------------------------------------------------- | -------- |
| 1  | 21-11-1983 | NSW Building Society Sydney                |               | 150 000 $   | Gazon (ext.)    | Anne Hobbs Wendy Turnbull             | Hana Mandlíková      | 6-4, 6-3                                            | Parcours |
| 2  | 26-11-1984 | Australian Open Melbourne                  | G. Chelem     | 645 000 $   | Gazon (ext.)    | Martina Navrátilová Pam Shriver       | Claudia Kohde-Kilsch | 6-3, 6-4                                            | Parcours |
| 3  | 07-01-1985 | Virginia Slims of Washington Washington    |               | 150 000 $   | Moquette (int.) | Gigi Fernández Martina Navrátilová    | Claudia Kohde-Kilsch | 6-3, 3-6, 6-3                                       | Parcours |
| 4  | 18-03-1985 | Virginia Slims Championships New York      | Masters       | 500 000 $   | Moquette (int.) | Martina Navrátilová Pam Shriver       | Claudia Kohde-Kilsch | 6-7, 6-4, 7-6                                       | Parcours |
| 5  | 29-04-1985 | Virginia Slims of Houston Sugar Land       |               | 150 000 $   | Terre (ext.)    | Elise Burgin Martina Navrátilová      | Manuela Maleeva      | 6-1, 3-6, 6-3                                       | Parcours |
| 6  | 27-05-1985 | Roland-Garros Paris                        | G. Chelem     | 800 000 $   | Terre (ext.)    | Martina Navrátilová Pam Shriver       | Claudia Kohde-Kilsch | 4-6, 6-2, 6-2                                       | Parcours |
| 7  | 12-08-1985 | United Jersey Bank Classic Mahwah          |               | 150 000 $   | Dur (ext.)      | Kathy Jordan Elizabeth Smylie         | Claudia Kohde-Kilsch | 7-6, 6-3                                            | Parcours |
| 8  | 21-10-1985 | Pretty Polly Classic Brighton              |               | 175 000 $   | Moquette (int.) | Lori McNeil Catherine Suire           | Barbara Potter       | 4-6, 7-6, 6-4                                       | Parcours |
| 9  | 28-10-1985 | European Indoors Zurich                    |               | 150 000 $   | Dur (int.)      | Hana Mandlíková Andrea Temesvári      | Claudia Kohde-Kilsch | 6-4, 3-6, 7-6                                       | Parcours |
| 10 | 11-11-1985 | National Panasonic Open Brisbane           |               | 150 000 $   | Gazon (ext.)    | Martina Navrátilová Pam Shriver       | Claudia Kohde-Kilsch | 6-4, 6-7, 6-1                                       | Parcours |
| 11 | 25-11-1985 | Australian Open Melbourne                  | G. Chelem     | 645 000 $   | Gazon (ext.)    | Martina Navrátilová Pam Shriver       | Claudia Kohde-Kilsch | 6-3, 6-4                                            | Parcours |
| 12 | 06-01-1986 | Virginia Slims of Washington Washington    |               | 150 000 $   | Moquette (int.) | Martina Navrátilová Pam Shriver       | Claudia Kohde-Kilsch | 6-3, 6-4                                            | Parcours |
| 13 | 13-01-1986 | Virginia Slims of New England Worcester    |               | 250 000 $   | Moquette (int.) | Martina Navrátilová Pam Shriver       | Claudia Kohde-Kilsch | 7-5, 6-3                                            | Parcours |
| 14 | 24-02-1986 | Virginia Slims of California Oakland       |               | 150 000 $   | Moquette (int.) | Hana Mandlíková Wendy Turnbull        | Bonnie Gadusek       | 7-6, 6-1                                            | Parcours |
| 15 | 03-03-1986 | US Indoors Princeton                       |               | 150 000 $   | Moquette (int.) | Kathy Jordan Elizabeth Smylie         | Hana Mandlíková      | 6-3, 7-5                                            | Parcours |
| 16 | 17-03-1986 | Virginia Slims Championships New York      | Masters       | 500 000 $   | Moquette (int.) | Hana Mandlíková Wendy Turnbull        | Claudia Kohde-Kilsch | 6-4, 6-7, 6-3                                       | Parcours |
| 17 | 16-06-1986 | Pilkington Glass Championships Eastbourne  |               | 200 000 $   | Gazon (ext.)    | Martina Navrátilová Pam Shriver       | Claudia Kohde-Kilsch | 6-2, 6-4                                            | Parcours |
| 18 | 04-08-1986 | Player’s Canadian Open Montréal            |               | 250 000 $   | Dur (ext.)      | Zina Garrison Gabriela Sabatini       | Pam Shriver          | 7-6, 5-7, 6-4                                       | Parcours |
| 19 | 11-08-1986 | Virginia Slims of Los Angeles Los Angeles  |               | 250 000 $   | Dur (ext.)      | Martina Navrátilová Pam Shriver       | Claudia Kohde-Kilsch | 6-4, 6-3                                            | Parcours |
| 20 | 18-08-1986 | United Jersey Bank Classic Mahwah          |               | 150 000 $   | Dur (ext.)      | Betsy Nagelsen Elizabeth Smylie       | Steffi Graf          | 7-6, 6-3                                            | Parcours |
| 21 | 03-11-1986 | Virginia Slims of New England Worcester    |               | 250 000 $   | Moquette (int.) | Martina Navrátilová Pam Shriver       | Claudia Kohde-Kilsch | 6-3, 6-1                                            | Parcours |
| 22 | 17-11-1986 | Virginia Slims Championships New York      | Masters       | 500 000 $   | Moquette (int.) | Martina Navrátilová Pam Shriver       | Claudia Kohde-Kilsch | 7-6, 6-3                                            | Parcours |
| 23 | 23-02-1987 | Lipton International Championships Miami   |               | 750 000 $   | Dur (ext.)      | Martina Navrátilová Pam Shriver       | Claudia Kohde-Kilsch | 6-3, 7-6                                            | Parcours |
| 24 | 04-05-1987 | Italian Open Rome                          |               | 150 000 $   | Terre (ext.)    | Martina Navrátilová Gabriela Sabatini | Claudia Kohde-Kilsch | 6-4, 6-1                                            | Parcours |
| 25 | 17-08-1987 | Downsview Canadian Open Toronto            |               | 250 000 $   | Dur (ext.)      | Zina Garrison Lori McNeil             | Claudia Kohde-Kilsch | 6-1, 6-2                                            | Parcours |
| 26 | 16-11-1987 | Virginia Slims Championships New York      | Masters       | 500 000 $   | Moquette (int.) | Martina Navrátilová Pam Shriver       | Claudia Kohde-Kilsch | 6-1, 6-1                                            | Parcours |
| 27 | 28-12-1987 | Ariadne Classic Brisbane                   | Tier V        | 150 000 $   | Gazon (ext.)    | Betsy Nagelsen Pam Shriver            | Claudia Kohde-Kilsch | 2-6, 7-5, 6-2                                       | Parcours |
| 28 | 04-01-1988 | New South Wales Open Sydney                | Tier IV       | 200 000 $   | Gazon (ext.)    | Ann Henricksson Christiane Jolissaint | Claudia Kohde-Kilsch | 7-6, 4-6, 6-3                                       | Parcours |
| 29 | 22-02-1988 | Virginia Slims of Washington Fairfax       | Tier II       | 300 000 $   | Moquette (int.) | Martina Navrátilová Pam Shriver       | Gabriela Sabatini    | 6-3, 6-4                                            | Parcours |
| 30 | 07-03-1988 | Virginia Slims of Florida Boca Raton       | Tier II       | 300 000 $   | Dur (ext.)      | Katrina Adams Zina Garrison           | Claudia Kohde-Kilsch | 4-6, 7-5, 6-4                                       | Parcours |
| 31 | 09-05-1988 | German Open Berlin                         | Tier I        | 300 000 $   | Terre (ext.)    | Isabelle Demongeot Nathalie Tauziat   | Claudia Kohde-Kilsch | 6-2, 4-6, 6-4                                       | Parcours |
| 32 | 23-05-1988 | Roland-Garros Paris                        | G. Chelem     | 1 488 000 $ | Terre (ext.)    | Martina Navrátilová Pam Shriver       | Claudia Kohde-Kilsch | 6-2, 7-5                                            | Parcours |
| 33 | 20-09-1988 | Olympics Séoul                             | J. olympiques | NC          | Dur (ext.)      | Zina Garrison · Pam Shriver           | Jana Novotná         | 4-6, 6-2, 10-8                                      | Parcours |
| 34 | 17-10-1988 | European Indoors Zurich                    | Tier IV       | 200 000 $   | Moquette (int.) | Isabelle Demongeot Nathalie Tauziat   | Claudia Kohde-Kilsch | 6-3, 6-3                                            | Parcours |
| 35 | 31-10-1988 | Virginia Slims of New England Worcester    | Tier II       | 300 000 $   | Moquette (int.) | Martina Navrátilová Pam Shriver       | Gabriela Sabatini    | 6-3, 3-6, 7-5                                       | Parcours |
| 36 | 01-05-1989 | Citizen Cup Hambourg                       | Tier IV       | 200 000 $   | Terre (ext.)    | Isabelle Demongeot Nathalie Tauziat   | Jana Novotná         | Forfait                                             | Parcours |
| 37 | 19-06-1989 | Pilkington Glass Championships Eastbourne  | Tier II       | 300 000 $   | Gazon (ext.)    | Katrina Adams Zina Garrison           | Jana Novotná         | 6-3, ab.                                            | Parcours |
| 38 | 06-11-1989 | Virginia Slims of Chicago Chicago          | Tier III      | 250 000 $   | Moquette (int.) | Larisa Savchenko Natasha Zvereva      | Jana Novotná         | 6-3, 2-6, 6-3                                       | Parcours |
| 39 | 30-04-1990 | Citizen Cup Hambourg                       | Tier II       | 350 000 $   | Terre (ext.)    | Gigi Fernández Martina Navrátilová    | Larisa Neiland       | 6-2, 6-3                                            | Parcours |
| 40 | 27-08-1990 | US Open Flushing Meadows                   | G. Chelem     | 2 707 250 $ | Dur (ext.)      | Gigi Fernández Martina Navrátilová    | Jana Novotná         | 6-2, 6-4                                            | Parcours |
| 41 | 31-12-1990 | Danone Open Brisbane                       | Tier IV       | 150 000 $   | Dur (ext.)      | Gigi Fernández Jana Novotná           | Patty Fendick        | 6-3, 6-1                                            | Parcours |
| 42 | 29-04-1991 | Citizen Cup Hambourg                       | Tier II       | 350 000 $   | Terre (ext.)    | Jana Novotná Larisa Neiland           | Arantxa Sánchez      | 7-5, 6-1                                            | Parcours |
| 43 | 05-08-1991 | Canadian Open Toronto                      | Tier I        | 500 000 $   | Dur (ext.)      | Larisa Neiland Natasha Zvereva        | Claudia Kohde-Kilsch | 1-6, 7-5, 6-2                                       | Parcours |
| 44 | 16-08-1993 | Matinee Ltd. Canadian Open Toronto         | Tier I        | 750 000 $   | Dur (ext.)      | Larisa Neiland Jana Novotná           | Arantxa Sánchez      | 6-1, 6-2                                            | Parcours |
| 45 | 21-02-1994 | The Evert Cup Indian Wells                 | Tier II       | 400 000 $   | Dur (ext.)      | Lindsay Davenport Lisa Raymond        | Manon Bollegraf      | 6-2, 6-4                                            | Parcours |
| 46 | 28-02-1994 | Virginia Slims of Florida Delray Beach     | Tier II       | 400 000 $   | Dur (ext.)      | Jana Novotná Arantxa Sánchez          | Manon Bollegraf      | 6-2, 6-0                                            | Parcours |
| 47 | 13-06-1994 | Volkswagen Cup Eastbourne                  | Tier II       | 400 000 $   | Gazon (ext.)    | Gigi Fernández Natasha Zvereva        | Inés Gorrochategui   | 6-7, 6-4, 6-3                                       | Parcours |
| 48 | 16-10-1995 | Brighton International Brighton            | Tier II       | 430 000 $   | Moquette (int.) | Meredith McGrath Larisa Neiland       | Lori McNeil          | 7-5, 6-1                                            | Parcours |
| 49 | 08-01-1996 | Peters Invitational Sydney                 | Tier II       | 342 500 $   | Dur (ext.)      | Lindsay Davenport Mary Joe Fernández  | Lori McNeil          | 6-3, 6-3                                            | Parcours |
| 50 | 19-02-1996 | Faber Grand Prix Essen                     | Tier II       | 450 000 $   | Moquette (int.) | Meredith McGrath Larisa Neiland       | Lori McNeil          | 3-6, 6-3, 6-2                                       | Parcours |
| 51 | 26-02-1996 | EA-Generali Ladies Linz                    | Tier III      | 164 250 $   | Moquette (int.) | Manon Bollegraf Meredith McGrath      | Rennae Stubbs        | 6-4, 6-4                                            | Parcours |
| 52 | 13-05-1996 | German Open Berlin                         | Tier I        | 926 250 $   | Terre (ext.)    | Meredith McGrath Larisa Neiland       | Martina Hingis       | 6-1, 5-7, 7-6                                       | Parcours |
| 53 | 17-06-1996 | Wilkinson Lady Championships Rosmalen      | Tier III      | 164 250 $   | Gazon (ext.)    | Larisa Neiland Brenda Schultz         | Kristie Boogert      | 6-4, 7-6                                            | Parcours |
| 54 | 23-07-1996 | Summer Olympics Atlanta                    | J. olympiques | NC          | Dur (ext.)      | Gigi Fernández · Mary Joe Fernández   | Jana Novotná         | 7-66, 6-4                                           | Parcours |
| 55 | 05-08-1996 | Omnium du Maurier Ltée Montréal            | Tier I        | 926 250 $   | Dur (ext.)      | Larisa Neiland Arantxa Sánchez        | Mary Joe Fernández   | 7-6, 6-1                                            | Parcours |
| 56 | 07-10-1996 | Porsche Tennis GP Filderstadt              | Tier II       | 450 000 $   | Dur (int.)      | Nicole Arendt Jana Novotná            | Martina Hingis       | 6-2, 6-3                                            | Parcours |
| 57 | 16-06-1997 | Direct Line Int’l Championships Eastbourne | Tier II       | 450 000 $   | Gazon (ext.)    | Aucune -                              | Lori McNeil          | finale annulée face à Nicole Arendt-Manon Bollegraf | Parcours |
| 58 | 04-08-1997 | Acura Classic Los Angeles                  | Tier II       | 450 000 $   | Dur (ext.)      | Yayuk Basuki Caroline Vis             | Larisa Neiland       | 7-6, 6-3                                            | Parcours |
| 59 | 22-09-1997 | Sparkassen Cup International GP Leipzig    | Tier II       | 450 000 $   | Moquette (int.) | Martina Hingis Jana Novotná           | Yayuk Basuki         | 6-2, 6-2                                            | Parcours |
| 60 | 13-10-1997 | European Indoor Championships Zurich       | Tier I        | 926 250 $   | Moquette (int.) | Martina Hingis Arantxa Sánchez        | Larisa Neiland       | 4-6, 6-4, 6-1                                       | Parcours |

### Titres en double mixte
| No | Date       | Nom et lieu du tournoi      | Catégorie | Dotation    | Surface      | Partenaire      | Finalistes                         | Score         |          |
| -- | ---------- | --------------------------- | --------- | ----------- | ------------ | --------------- | ---------------------------------- | ------------- | -------- |
| 1  | 28-12-1988 | Hopman Cup I Perth          | ITF       | 250 000 AU$ | Dur (int.)   | Miloslav Mečíř  | Hana Mandlíková Pat Cash           | 2 matchs à 0  | Parcours |
| 2  | 27-05-1991 | Roland-Garros Paris         | G. Chelem | 2 698 740 $ | Terre (ext.) | Cyril Suk       | Caroline Vis Paul Haarhuis         | 3-6, 6-4, 6-1 | Parcours |
| 3  | 30-08-1993 | US Open Flushing Meadows    | G. Chelem | 3 967 250 $ | Dur (ext.)   | Todd Woodbridge | Martina Navrátilová Mark Woodforde | 6-3, 7-66     | Parcours |
| 4  | 20-06-1994 | The Championships Wimbledon | G. Chelem | 3 361 848 $ | Gazon (ext.) | Todd Woodbridge | Lori McNeil T.J. Middleton         | 3-6, 7-5, 6-3 | Parcours |
| 5  | 24-06-1996 | The Championships Wimbledon | G. Chelem | 3 392 408 $ | Gazon (ext.) | Cyril Suk       | Larisa Neiland Mark Woodforde      | 1-6, 6-3, 6-2 | Parcours |
| 6  | 23-06-1997 | The Championships Wimbledon | G. Chelem | 4 083 056 $ | Gazon (ext.) | Cyril Suk       | Larisa Neiland Andreï Olhovskiy    | 4-6, 6-3, 6-4 | Parcours |

### Finales en double mixte
| No | Date       | Nom et lieu du tournoi         | Catégorie | Dotation    | Surface    | Vainqueures                     | Partenaire      | Score          |          |
| -- | ---------- | ------------------------------ | --------- | ----------- | ---------- | ------------------------------- | --------------- | -------------- | -------- |
| 1  | 27-12-1991 | Hopman Cup IV Perth            | ITF       | 600 000 AU$ | Dur (int.) | Manuela Maleeva Jakob Hlasek    | Karel Nováček   | 2 matchs à 1   | Parcours |
| 2  | 31-08-1992 | US Open Flushing Meadows       | G. Chelem | 3 734 850 $ | Dur (ext.) | Nicole Provis Mark Woodforde    | Tom Nijssen     | 4-6, 6-3, 6-3  | Parcours |
| 3  | 17-01-1994 | Ford Australian Open Melbourne | G. Chelem | 2 426 000 $ | Dur (ext.) | Larisa Neiland Andreï Olhovskiy | Todd Woodbridge | 7-5, 6-70, 6-2 | Parcours |
| 4  | 19-01-1998 | Australian Open Melbourne      | G. Chelem | 4 058 100 $ | Dur (ext.) | Venus Williams Justin Gimelstob | Cyril Suk       | 6-2, 6-1       | Parcours |

## Parcours en Grand Chelem

### En simple dames
| Année | Open d'Australie (janvier) | Open d'Australie (janvier) | Internationaux de France | Internationaux de France | Wimbledon       | Wimbledon            | US Open         | US Open             | Open d'Australie (décembre) | Open d'Australie (décembre) |
| ----- | -------------------------- | -------------------------- | ------------------------ | ------------------------ | --------------- | -------------------- | --------------- | ------------------- | --------------------------- | --------------------------- |
| 1981  | s.o.                       | s.o.                       | -                        | -                        | -               | -                    | -               | -                   | 3e tour (1/8)               | Hana Mandlíková             |
| 1982  | s.o.                       | s.o.                       | 2e tour (1/32)           | Catherine Tanvier        | 1er tour (1/64) | Alycia Moulton       | 1er tour (1/64) | Rosalyn Fairbank    | 1er tour (1/32)             | Anne Minter                 |
| 1983  | s.o.                       | s.o.                       | 4e tour (1/8)            | Chris Evert              | 1er tour (1/64) | Claudia Kohde-Kilsch | 3e tour (1/16)  | Bonnie Gadusek      | 3e tour (1/8)               | Sylvia Hanika               |
| 1984  | s.o.                       | s.o.                       | 1er tour (1/64)          | Michelle Casati          | 4e tour (1/8)   | Hana Mandlíková      | 1/4 de finale   | Martina Navrátilová | Finale                      | Chris Evert                 |
| 1985  | s.o.                       | s.o.                       | 2e tour (1/32)           | Christiane Jolissaint    | 1/4 de finale   | Kathy Rinaldi        | 1/4 de finale   | Hana Mandlíková     | 1/4 de finale               | Martina Navrátilová         |
| 1986  | s.o.                       | s.o.                       | 1/2 finale               | Martina Navrátilová      | 1/4 de finale   | Chris Evert          | Finale          | Martina Navrátilová | s.o.                        | s.o.                        |
| 1987  | 4e tour (1/8)              | Elizabeth Smylie           | 4e tour (1/8)            | Raffaella Reggi          | 1/4 de finale   | Pam Shriver          | 1/2 finale      | Martina Navrátilová | s.o.                        | s.o.                        |
| 1988  | 1/4 de finale              | Martina Navrátilová        | 1/4 de finale            | Natasha Zvereva          | 1/4 de finale   | Chris Evert          | 4e tour (1/8)   | Katerina Maleeva    | s.o.                        | s.o.                        |
| 1989  | Finale                     | Steffi Graf                | 2e tour (1/32)           | Akiko Kijimuta           | 4e tour (1/8)   | Catarina Lindqvist   | 1/4 de finale   | Steffi Graf         | s.o.                        | s.o.                        |
| 1990  | 1/2 finale                 | Steffi Graf                | -                        | -                        | 4e tour (1/8)   | Zina Garrison        | 4e tour (1/8)   | Gabriela Sabatini   | s.o.                        | s.o.                        |
| 1991  | 3e tour (1/16)             | Catherine Tanvier          | 2e tour (1/32)           | Helen Kelesi             | 1er tour (1/64) | Gigi Fernández       | 3e tour (1/16)  | Jo Durie            | s.o.                        | s.o.                        |
| 1992  | 3e tour (1/16)             | Dominique Monami           | -                        | -                        | 3e tour (1/16)  | Julie Halard         | 4e tour (1/8)   | Patricia Hy         | s.o.                        | s.o.                        |
| 1993  | -                          | -                          | -                        | -                        | 1/4 de finale   | Conchita Martínez    | Finale          | Steffi Graf         | s.o.                        | s.o.                        |
| 1994  | 3e tour (1/16)             | Sandrine Testud            | 3e tour (1/16)           | Inés Gorrochategui       | 4e tour (1/8)   | Martina Navrátilová  | -               | -                   | s.o.                        | s.o.                        |
| 1995  | 2e tour (1/32)             | Jana Novotná               | 1er tour (1/64)          | Ai Sugiyama              | 2e tour (1/32)  | Yone Kamio           | 2e tour (1/32)  | Chanda Rubin        | s.o.                        | s.o.                        |
| 1996  | 3e tour (1/16)             | Barbara Schett             | 1er tour (1/64)          | Nancy Feber              | 2e tour (1/32)  | Ai Sugiyama          | 3e tour (1/16)  | Conchita Martínez   | s.o.                        | s.o.                        |
| 1997  | 1er tour (1/64)            | Sabine Appelmans           | 2e tour (1/32)           | Meike Babel              | 4e tour (1/8)   | Anna Kournikova      | 1er tour (1/64) | Denisa Chládková    | s.o.                        | s.o.                        |
| 1998  | 1er tour (1/64)            | Anne Miller                | -                        | -                        | 1er tour (1/64) | Patty Schnyder       | -               | -                   | s.o.                        | s.o.                        |

À droite du résultat, l’ultime adversaire.

### En double dames
| Année | Open d'Australie (janvier)   | Open d'Australie (janvier) | Internationaux de France      | Internationaux de France  | Wimbledon                    | Wimbledon                  | US Open                       | US Open                   | Open d'Australie (décembre) | Open d'Australie (décembre) |
| ----- | ---------------------------- | -------------------------- | ----------------------------- | ------------------------- | ---------------------------- | -------------------------- | ----------------------------- | ------------------------- | --------------------------- | --------------------------- |
| 1981  | s.o.                         | s.o.                       | -                             | -                         | -                            | -                          | -                             | -                         | 1/4 de finale R. Tomanová   | Kathy Jordan Anne Smith     |
| 1982  | s.o.                         | s.o.                       | 3e tour (1/8) H. Mandlíková   | Navrátilová Anne Smith    | 2e tour (1/16) Eva Pfaff     | M. L. Piatek Wendy White   | 3e tour (1/8) H. Mandlíková   | B. Potter Sharon Walsh    | 2e tour (1/8) C. Tanvier    | Kohde-Kilsch Eva Pfaff      |
| 1983  | s.o.                         | s.o.                       | 1er tour (1/32) Andrea Jaeger | C. Suire F. Thibault      | 3e tour (1/8) Sandy Collins  | Andrea Leand M. L. Piatek  | -                             | -                         | -                           | -                           |
| 1984  | s.o.                         | s.o.                       | 3e tour (1/8) Virginia Wade   | Kathy Jordan Anne Smith   | 1er tour (1/32) M. Maleeva   | Kathy Jordan Anne Smith    | 1er tour (1/32) Sandy Collins | C. Bassett A. Temesvári   | Finale Kohde-Kilsch         | Navrátilová Pam Shriver     |
| 1985  | s.o.                         | s.o.                       | Finale Kohde-Kilsch           | Navrátilová Pam Shriver   | 1/2 finale Kohde-Kilsch      | Kathy Jordan E. Smylie     | Victoire Kohde-Kilsch         | Navrátilová Pam Shriver   | Finale Kohde-Kilsch         | Navrátilová Pam Shriver     |
| 1986  | s.o.                         | s.o.                       | 1/2 finale Kohde-Kilsch       | Steffi Graf G. Sabatini   | 2e tour (1/16) Kohde-Kilsch  | Patty Fendick Hetherington | 1/4 de finale Kohde-Kilsch    | Elise Burgin R. Fairbank  | s.o.                        | s.o.                        |
| 1987  | 1/2 finale Kohde-Kilsch      | Zina Garrison Lori McNeil  | 1/2 finale Kohde-Kilsch       | Navrátilová Pam Shriver   | Victoire Kohde-Kilsch        | B. Nagelsen E. Smylie      | 1/4 de finale Kohde-Kilsch    | Anne Hobbs B. Nagelsen    | s.o.                        | s.o.                        |
| 1988  | -                            | -                          | Finale Kohde-Kilsch           | Navrátilová Pam Shriver   | -                            | -                          | 3e tour (1/8) Kohde-Kilsch    | Chris Evert W. Turnbull   | s.o.                        | s.o.                        |
| 1989  | 1/2 finale Jana Novotná      | Navrátilová Pam Shriver    | 1/2 finale Jana Novotná       | Steffi Graf G. Sabatini   | Victoire Jana Novotná        | L. Savchenko N. Zvereva    | 3e tour (1/8) Jana Novotná    | Steffi Graf G. Sabatini   | s.o.                        | s.o.                        |
| 1990  | Victoire Jana Novotná        | Patty Fendick MJ Fernández | Victoire Jana Novotná         | L. Neiland N. Zvereva     | Victoire Jana Novotná        | Kathy Jordan E. Smylie     | Finale Jana Novotná           | G. Fernández Navrátilová  | s.o.                        | s.o.                        |
| 1991  | 3e tour (1/8) A. Sánchez     | Monica Seles Anne Smith    | 1/2 finale A. Sánchez         | G. Fernández Jana Novotná | 1/4 de finale A. Sánchez     | Navrátilová Pam Shriver    | 3e tour (1/8) A. Sánchez      | Leila Meskhi Mercedes Paz | s.o.                        | s.o.                        |
| 1992  | Victoire A. Sánchez          | MJ Fernández Zina Garrison | -                             | -                         | 1/2 finale A. Sánchez        | G. Fernández N. Zvereva    | 1/2 finale A. Sánchez         | G. Fernández N. Zvereva   | s.o.                        | s.o.                        |
| 1993  | -                            | -                          | -                             | -                         | 1/4 de finale A. Sánchez     | Pam Shriver E. Smylie      | Victoire A. Sánchez           | A. Coetzer Gorrochategui  | s.o.                        | s.o.                        |
| 1994  | 3e tour (1/8) M. Maleeva     | Ann Grossman J. Richardson | 1er tour (1/32) Katrina Adams | Silvia Farina G. Helgeson | 2e tour (1/16) Katrina Adams | Linda Wild Chanda Rubin    | -                             | -                         | s.o.                        | s.o.                        |
| 1995  | 1/4 de finale Lori McNeil    | Jana Novotná A. Sánchez    | 1er tour (1/32) Lori McNeil   | Jana Novotná A. Sánchez   | 1/4 de finale Lori McNeil    | M. McGrath L. Neiland      | 1/2 finale Lori McNeil        | G. Fernández N. Zvereva   | s.o.                        | s.o.                        |
| 1996  | 1er tour (1/32) Lori McNeil  | Nana Miyagi S. Reece       | 1/4 de finale M. Hingis       | M. McGrath L. Neiland     | Victoire M. Hingis           | M. McGrath L. Neiland      | 1/2 finale M. Hingis          | Jana Novotná A. Sánchez   | s.o.                        | s.o.                        |
| 1997  | 1/2 finale L. Neiland        | L. Davenport Lisa Raymond  | 1/4 de finale L. Neiland      | MJ Fernández Lisa Raymond | 1/2 finale L. Neiland        | Nicole Arendt M. Bollegraf | 3e tour (1/8) L. Neiland      | R. Dragomir Iva Majoli    | s.o.                        | s.o.                        |
| 1998  | 1er tour (1/32) Chanda Rubin | T. Musgrave Julie Pullin   | 1/2 finale A. Sánchez         | M. Hingis Jana Novotná    | 1/4 de finale A. Sánchez     | Lisa Raymond Rennae Stubbs | -                             | -                         | s.o.                        | s.o.                        |

Sous le résultat, la partenaire ; à droite, l’ultime équipe adverse.

### En double mixte
| Année | Open d'Australie (janvier), | Open d'Australie (janvier), | Internationaux de France   | Internationaux de France   | Wimbledon                     | Wimbledon                | US Open                 | US Open                    | Open d'Australie (décembre), | Open d'Australie (décembre), |
| ----- | --------------------------- | --------------------------- | -------------------------- | -------------------------- | ----------------------------- | ------------------------ | ----------------------- | -------------------------- | ---------------------------- | ---------------------------- |
| 1982  | s.o.                        | s.o.                        | -                          | -                          | 1er tour (1/32) Cliff Letcher | Kim Sands Matt Doyle     | 2e tour (1/8) Jan Kukal | Zina Garrison Pat Cash     | s.o.                         | s.o.                         |
| 1985  | s.o.                        | s.o.                        | 1/4 de finale Cyril Suk    | Navrátilová H. Günthardt   | 1/4 de finale Pavel Složil    | B. Nagelsen Scott Davis  | -                       | -                          | s.o.                         | s.o.                         |
| 1987  | -                           | -                           | 1er tour (1/32) Jan Kurz   | S. Mascarin Bill Scanlon   | -                             | -                        | -                       | -                          | s.o.                         | s.o.                         |
| 1989  | -                           | -                           | 3e tour (1/8) Cyril Suk    | Zina Garrison Rick Leach   | -                             | -                        | -                       | -                          | s.o.                         | s.o.                         |
| 1990  | -                           | -                           | -                          | -                          | 1er tour (1/32) Tomáš Šmíd    | Nana Miyagi P. Galbraith | -                       | -                          | s.o.                         | s.o.                         |
| 1991  | 1er tour (1/16) Cyril Suk   | Steffi Graf M. Woodforde    | Victoire Cyril Suk         | Caroline Vis Paul Haarhuis | 3e tour (1/8) Cyril Suk       | E. Smylie J. Fitzgerald  | 2e tour (1/8) Cyril Suk | M. Bollegraf Tom Nijssen   | s.o.                         | s.o.                         |
| 1992  | -                           | -                           | -                          | -                          | 3e tour (1/8) Anders Järryd   | J. Capriati Luke Jensen  | Finale Tom Nijssen      | Nicole Provis M. Woodforde | s.o.                         | s.o.                         |
| 1993  | -                           | -                           | -                          | -                          | 1er tour (1/32) Van Emburgh   | Jo Durie Jeremy Bates    | Victoire T. Woodbridge  | Navrátilová M. Woodforde   | s.o.                         | s.o.                         |
| 1994  | Finale T. Woodbridge        | L. Neiland A. Olhovskiy     | 1/2 finale T. Woodbridge   | L. Neiland A. Olhovskiy    | Victoire T. Woodbridge        | Lori McNeil T. Middleton | -                       | -                          | s.o.                         | s.o.                         |
| 1995  | 1/2 finale T. Woodbridge    | N. Zvereva Rick Leach       | 2e tour (1/16) Tom Nijssen | B. Schultz Luke Jensen     | 2e tour (1/16) T. Woodbridge  | Lori McNeil T. Middleton | -                       | -                          | s.o.                         | s.o.                         |
| 1996  | 1/4 de finale E. Ferreira   | Hetherington J. de Jager    | 2e tour (1/16) E. Ferreira | Amy Frazier T. Kronemann   | Victoire Cyril Suk            | L. Neiland M. Woodforde  | 1/4 de finale Cyril Suk | R. McQuillan D. Macpherson | s.o.                         | s.o.                         |
| 1997  | 2e tour (1/8) Cyril Suk     | L. Neiland J. de Jager      | 1/2 finale Cyril Suk       | Rika Hiraki M. Bhupathi    | Victoire Cyril Suk            | L. Neiland A. Olhovskiy  | 2e tour (1/8) Cyril Suk | Mercedes Paz Pablo Albano  | s.o.                         | s.o.                         |
| 1998  | Finale Cyril Suk            | V. Williams J. Gimelstob    | 3e tour (1/8) Cyril Suk    | K. Boogert D. Johnson      | 1er tour (1/32) Cyril Suk     | V. Williams J. Gimelstob | -                       | -                          | s.o.                         | s.o.                         |
| 2006  | -                           | -                           | -                          | -                          | 1er tour (1/32) Cyril Suk     | F. Pennetta S. Prieto    | -                       | -                          | s.o.                         | s.o.                         |

Sous le résultat, le partenaire ; à droite, l’ultime équipe adverse.

## Parcours aux Masters

### En simple dames
| #  | Date       | Nom de l'édition                      | ($)       | Surface         | Résultat       | Ultime adversaire   | Score              |          |
| -- | ---------- | ------------------------------------- | --------- | --------------- | -------------- | ------------------- | ------------------ | -------- |
| 1  | 27/02/1984 | Virginia Slims Championships New York | 500 000   | Moquette (int.) | 1/4 de finale  | Chris Evert         | 6-1, 6-2           | Parcours |
| 2  | 18/03/1985 | Virginia Slims Championships New York | 500 000   | Moquette (int.) | Finale         | Martina Navrátilová | 6-3, 7-5, 6-4      | Parcours |
| 3  | 17/03/1986 | Virginia Slims Championships New York | 500 000   | Moquette (int.) | 1/4 de finale  | Chris Evert         | 1-6, 6-1, 6-1      | Parcours |
| 4  | 17/11/1986 | Virginia Slims Championships New York | 500 000   | Moquette (int.) | 1/2 finale     | Steffi Graf         | 7-6, 3-6, 6-1      | Parcours |
| 5  | 16/11/1987 | Virginia Slims Championships New York | 500 000   | Moquette (int.) | 1/4 de finale  | Steffi Graf         | 6-2, 2-0, ab.      | Parcours |
| 6  | 14/11/1988 | Virginia Slims Championships New York | 1 000 000 | Moquette (int.) | 1/2 finale     | Gabriela Sabatini   | 6-4, 6-2           | Parcours |
| 7  | 13/11/1989 | Virginia Slims Championships New York | 1 000 000 | Moquette (int.) | 1/4 de finale  | Steffi Graf         | 6-2, 6-1           | Parcours |
| 8  | 12/11/1990 | Virginia Slims Championships New York | 3 000 000 | Moquette (int.) | 1er tour (1/8) | Katerina Maleeva    | 6-3, 6-3           | Parcours |
| 9  | 18/11/1991 | Virginia Slims Championships New York | 3 000 000 | Moquette (int.) | 1er tour (1/8) | Mary Joe Fernández  | 2-6, 7-6, 2-2, ab. | Parcours |
| 10 | 16/11/1992 | Virginia Slims Championships New York | 3 000 000 | Moquette (int.) | 1er tour (1/8) | Jennifer Capriati   | 7-6, 6-1           | Parcours |
| 11 | 15/11/1993 | Virginia Slims Championships New York | 3 708 500 | Moquette (int.) | 1er tour (1/8) | Arantxa Sánchez     | 7-5, 6-2           | Parcours |

### En double dames
| #  | Date       | Nom de l'édition                      | ($)       | Surface         | Résultat      | Partenaire           | Ultimes adversaires              | Score         |          |
| -- | ---------- | ------------------------------------- | --------- | --------------- | ------------- | -------------------- | -------------------------------- | ------------- | -------- |
| 1  | 18/03/1985 | Virginia Slims Championships New York | 500 000   | Moquette (int.) | Finale        | Claudia Kohde-Kilsch | Martina Navrátilová Pam Shriver  | 6-7, 6-4, 7-6 | Parcours |
| 2  | 17/03/1986 | Virginia Slims Championships New York | 500 000   | Moquette (int.) | Finale        | Claudia Kohde-Kilsch | Hana Mandlíková Wendy Turnbull   | 6-4, 6-7, 6-3 | Parcours |
| 3  | 17/11/1986 | Virginia Slims Championships New York | 500 000   | Moquette (int.) | Finale        | Claudia Kohde-Kilsch | Martina Navrátilová Pam Shriver  | 7-6, 6-3      | Parcours |
| 4  | 16/11/1987 | Virginia Slims Championships New York | 500 000   | Moquette (int.) | Finale        | Claudia Kohde-Kilsch | Martina Navrátilová Pam Shriver  | 6-1, 6-1      | Parcours |
| 5  | 14/11/1988 | Virginia Slims Championships New York | 1 000 000 | Moquette (int.) | 1/2 finale    | Claudia Kohde-Kilsch | Larisa Savchenko Natasha Zvereva | 3-6, 6-4, 7-5 | Parcours |
| 6  | 13/11/1989 | Virginia Slims Championships New York | 1 000 000 | Moquette (int.) | 1/2 finale    | Jana Novotná         | Larisa Savchenko Natasha Zvereva | 3-6, 7-6, 6-4 | Parcours |
| 7  | 12/11/1990 | Virginia Slims Championships New York | 3 000 000 | Moquette (int.) | 1/4 de finale | Jana Novotná         | Natalia Medvedeva Leila Meskhi   | 6-4, 1-6, 6-3 | Parcours |
| 8  | 18/11/1991 | Virginia Slims Championships New York | 3 000 000 | Moquette (int.) | 1/2 finale    | Arantxa Sánchez      | Martina Navrátilová Pam Shriver  | 6-4, 6-2      | Parcours |
| 9  | 16/11/1992 | Virginia Slims Championships New York | 3 000 000 | Moquette (int.) | Victoire      | Arantxa Sánchez      | Larisa Neiland Jana Novotná      | 7-6, 6-1      | Parcours |
| 10 | 15/11/1993 | Virginia Slims Championships New York | 3 708 500 | Moquette (int.) | 1/2 finale    | Arantxa Sánchez      | Larisa Neiland Jana Novotná      | 7-6, 3-6, 6-3 | Parcours |
| 11 | 13/11/1995 | WTA Tour Championships New York       | 2 000 000 | Moquette (int.) | 1/4 de finale | Lori McNeil          | Nicole Arendt Manon Bollegraf    | 7-6, 6-2      | Parcours |
| 12 | 18/11/1996 | Chase Championships New York          | 2 000 000 | Moquette (int.) | 1/4 de finale | Martina Hingis       | Jana Novotná Arantxa Sánchez     | 6-4, 3-6, 7-5 | Parcours |
| 13 | 17/11/1997 | Chase Championships New York          | 2 000 000 | Moquette (int.) | 1/2 finale    | Larisa Neiland       | Lindsay Davenport Jana Novotná   | 6-0, 7-6      | Parcours |

## Parcours aux Jeux olympiques

### En simple dames
| # | Date       | Nom de l'olympiade             | Surface      | Résultat        | Ultime adversaire | Score              |          |
| - | ---------- | ------------------------------ | ------------ | --------------- | ----------------- | ------------------ | -------- |
| 1 | 20/09/1988 | Olympic Tennis Event Séoul     | Dur (ext.)   | 2e tour (1/16)  | Kim Il-soon       | 6-2, 4-6, 6-2      | Parcours |
| 2 | 28/07/1992 | Olympic Tennis Event Barcelone | Terre (ext.) | 2e tour (1/16)  | Angélica Gavaldón | 4-6, 6-4, 5-3, ab. | Parcours |
| 3 | 23/07/1996 | Olympic Tennis Event Atlanta   | Dur (ext.)   | 1er tour (1/32) | Mariaan de Swardt | 7-64, 3-6, 7-5     | Parcours |

### En double dames
| # | Date       | Nom de l'olympiade           | Surface    | Résultat | Partenaire   | Ultimes adversaires                 | Score          |          |
| - | ---------- | ---------------------------- | ---------- | -------- | ------------ | ----------------------------------- | -------------- | -------- |
| 1 | 20/09/1988 | Olympic Tennis Event Séoul   | Dur (ext.) | Argent   | Jana Novotná | Zina Garrison · Pam Shriver         | 4-6, 6-2, 10-8 | Parcours |
| 2 | 23/07/1996 | Olympic Tennis Event Atlanta | Dur (ext.) | Argent   | Jana Novotná | Gigi Fernández · Mary Joe Fernández | 7-66, 6-4      | Parcours |

## Parcours en Coupe de la Fédération
| #                                                                                      | Date       | Lieu        | Surface                          | Gagnante(s)                         | Perdante(s)                      | Score          |          |
|                                                                                        |            |             |                                  |                                     |                                  |                |          |
| 1982 - 1er tour (groupe mondial) - Tchécoslovaquie - Canada - 2 : 1                    |            |             |                                  |                                     |                                  |                |          |
| 1                                                                                      | 19/07/1982 | Santa Clara | Dur (ext.)                       | Helena Suková                       | Carling Bassett                  | 6-1, 5-7, 6-2  | Parcours |
| 1                                                                                      | 19/07/1982 | Santa Clara | Dur (ext.)                       | Marjorie Blackwood Hélène Pelletier | Iva Budařová Helena Suková       | 6-3, 7-6       | Parcours |
|                                                                                        |            |             |                                  |                                     |                                  |                |          |
| 1982 - 2e tour (groupe mondial) - Tchécoslovaquie - Philippines - 3 : 0                |            |             |                                  |                                     |                                  |                |          |
| 2                                                                                      | 19/07/1982 | Santa Clara | Dur (ext.)                       | Helena Suková                       | Dyan Castillejo                  | 6-1, 6-2       | Parcours |
| 2                                                                                      | 19/07/1982 | Santa Clara | Dur (ext.)                       | Hana Mandlíková Helena Suková       | Dyan Castillejo Pia Tamayo       | 6-3, 6-0       | Parcours |
|                                                                                        |            |             |                                  |                                     |                                  |                |          |
| 1982 - 1/4 de finale (groupe mondial) - Tchécoslovaquie - Grande-Bretagne - 2 : 1      |            |             |                                  |                                     |                                  |                |          |
| 3                                                                                      | 19/07/1982 | Santa Clara | Dur (ext.)                       | Helena Suková                       | Jo Durie                         | 6-3, 6-2       | Parcours |
| 3                                                                                      | 19/07/1982 | Santa Clara | Dur (ext.)                       | Jo Durie Anne Hobbs                 | Iva Budařová Helena Suková       | 6-2, 4-6, 6-3  | Parcours |
|                                                                                        |            |             |                                  |                                     |                                  |                |          |
| 1982 - 1/2 finale (groupe mondial) - États-Unis - Tchécoslovaquie - 3 : 0              |            |             |                                  |                                     |                                  |                |          |
| 4                                                                                      | 19/07/1982 | Santa Clara | Dur (ext.)                       | Chris Evert                         | Helena Suková                    | 6-1, 6-2       | Parcours |
| 4                                                                                      | 19/07/1982 | Santa Clara | Dur (ext.)                       | Chris Evert Martina Navrátilová     | Hana Mandlíková Helena Suková    | 6-3, 6-2       | Parcours |
|                                                                                        |            |             |                                  |                                     |                                  |                |          |
| 1983 - 1er tour (groupe mondial) - Tchécoslovaquie - Pérou - 3 : 0                     |            |             |                                  |                                     |                                  |                |          |
| 5                                                                                      | 18/07/1983 | Zurich      | Terre (ext.)                     | Helena Suková                       | Pilar Vásquez                    | 6-3, 1-6, 6-4  | Parcours |
|                                                                                        |            |             |                                  |                                     |                                  |                |          |
| 1983 - 2e tour (groupe mondial) - Tchécoslovaquie - Italie - 2 : 1                     |            |             |                                  |                                     |                                  |                |          |
| 6                                                                                      | 18/07/1983 | Zurich      | Terre (ext.)                     | Raffaella Reggi                     | Helena Suková                    | 6-4, 6-1       | Parcours |
| 6                                                                                      | 18/07/1983 | Zurich      | Terre (ext.)                     | Hana Mandlíková Helena Suková       | Sandra Cecchini Raffaella Reggi  | 6-1, 6-4       | Parcours |
|                                                                                        |            |             |                                  |                                     |                                  |                |          |
| 1983 - 1/4 de finale (groupe mondial) - Tchécoslovaquie - Argentine - 2 : 0            |            |             |                                  |                                     |                                  |                |          |
| 7                                                                                      | 18/07/1983 | Zurich      | Terre (ext.)                     | Helena Suková                       | Emilse Raponi                    | 4-6, 6-1, 6-2  | Parcours |
|                                                                                        |            |             |                                  |                                     |                                  |                |          |
| 1983 - 1/2 finale (groupe mondial) - États-Unis - Tchécoslovaquie - 0 : 2              |            |             |                                  |                                     |                                  |                |          |
| 8                                                                                      | 18/07/1983 | Zurich      | Terre (ext.)                     | Helena Suková                       | Candy Reynolds                   | 6-7, 6-2, 6-2  | Parcours |
|                                                                                        |            |             |                                  |                                     |                                  |                |          |
| 1983 - Finale (groupe mondial) - Tchécoslovaquie - Allemagne de l'Ouest - 2 : 1        |            |             |                                  |                                     |                                  |                |          |
| 9                                                                                      | 17/07/1983 | Zurich      | Terre (ext.)                     | Helena Suková                       | Claudia Kohde-Kilsch             | 6-4, 2-6, 6-2  | Parcours |
|                                                                                        |            |             |                                  |                                     |                                  |                |          |
| 1984 - 1er tour (groupe mondial) - Venezuela - Tchécoslovaquie - 0 : 3                 |            |             |                                  |                                     |                                  |                |          |
| 10                                                                                     | 16/07/1984 | São Paulo   | Terre (ext.)                     | Helena Suková                       | Claudia Borgiani                 | 6-3, 6-2       | Parcours |
|                                                                                        |            |             |                                  |                                     |                                  |                |          |
| 1984 - 2e tour (groupe mondial) - Grèce - Tchécoslovaquie - 0 : 3                      |            |             |                                  |                                     |                                  |                |          |
| 11                                                                                     | 16/07/1984 | São Paulo   | Terre (ext.)                     | Helena Suková                       | Olga Tsarbopoulou                | 7-5, 7-5       | Parcours |
|                                                                                        |            |             |                                  |                                     |                                  |                |          |
| 1984 - 1/4 de finale (groupe mondial) - France - Tchécoslovaquie - 0 : 3               |            |             |                                  |                                     |                                  |                |          |
| 12                                                                                     | 16/07/1984 | São Paulo   | Terre (ext.)                     | Helena Suková                       | M. Calleja                       | 6-4, 6-1       | Parcours |
|                                                                                        |            |             |                                  |                                     |                                  |                |          |
| 1984 - 1/2 finale (groupe mondial) - Yougoslavie - Tchécoslovaquie - 0 : 3             |            |             |                                  |                                     |                                  |                |          |
| 13                                                                                     | 16/07/1984 | São Paulo   | Terre (ext.)                     | Helena Suková                       | Sabrina Goleš                    | 2-6, 6-1, 7-5  | Parcours |
|                                                                                        |            |             |                                  |                                     |                                  |                |          |
| 1984 - Finale (groupe mondial) - Australie - Tchécoslovaquie - 1 : 2                   |            |             |                                  |                                     |                                  |                |          |
| 14                                                                                     | 15/07/1984 | São Paulo   | Terre (ext.)                     | Anne Minter                         | Helena Suková                    | 7-5, 7-5       | Parcours |
| 14                                                                                     | 15/07/1984 | São Paulo   | Terre (ext.)                     | Hana Mandlíková Helena Suková       | Elizabeth Sayers Wendy Turnbull  | 6-2, 6-2       | Parcours |
|                                                                                        |            |             |                                  |                                     |                                  |                |          |
| 1985 - 1er tour (groupe mondial) - Tchécoslovaquie - Grèce - 2 : 1                     |            |             |                                  |                                     |                                  |                |          |
| 15                                                                                     | 08/10/1985 | Nagoya      | Dur (ext.)                       | Helena Suková                       | Olga Tsarbopoulou                | 6-1, 6-4       | Parcours |
|                                                                                        |            |             |                                  |                                     |                                  |                |          |
| 1985 - 2e tour (groupe mondial) - Tchécoslovaquie - Suisse - 2 : 1                     |            |             |                                  |                                     |                                  |                |          |
| 16                                                                                     | 08/10/1985 | Nagoya      | Dur (ext.)                       | Lilian Drescher                     | Helena Suková                    | 7-64, 6-3      | Parcours |
| 16                                                                                     | 08/10/1985 | Nagoya      | Dur (ext.)                       | Hana Mandlíková Helena Suková       | Lilian Drescher C. Jolissaint    | 6-1, 6-2       | Parcours |
|                                                                                        |            |             |                                  |                                     |                                  |                |          |
| 1985 - 1/4 de finale (groupe mondial) - Tchécoslovaquie - Hongrie - 3 : 0              |            |             |                                  |                                     |                                  |                |          |
| 17                                                                                     | 08/10/1985 | Nagoya      | Dur (ext.)                       | Helena Suková                       | Csilla Bartos                    | 6-75, 6-2, 6-2 | Parcours |
|                                                                                        |            |             |                                  |                                     |                                  |                |          |
| 1985 - 1/2 finale (groupe mondial) - Tchécoslovaquie - Bulgarie - 2 : 1                |            |             |                                  |                                     |                                  |                |          |
| 18                                                                                     | 08/10/1985 | Nagoya      | Dur (ext.)                       | Katerina Maleeva                    | Helena Suková                    | 6-3, 7-66      | Parcours |
| 18                                                                                     | 08/10/1985 | Nagoya      | Dur (ext.)                       | Hana Mandlíková Helena Suková       | Katerina Maleeva Manuela Maleeva | 6-3, 7-64      | Parcours |
|                                                                                        |            |             |                                  |                                     |                                  |                |          |
| 1985 - Finale (groupe mondial) - Tchécoslovaquie - États-Unis - 2 : 1                  |            |             |                                  |                                     |                                  |                |          |
| 19                                                                                     | 06/10/1985 | Nagoya      | Dur (ext.)                       | Helena Suková                       | Elise Burgin                     | 6-3, 6-76, 6-4 | Parcours |
|                                                                                        |            |             |                                  |                                     |                                  |                |          |
| 1986 - 1er tour (groupe mondial) - Tchécoslovaquie - Grèce - 3 : 0                     |            |             |                                  |                                     |                                  |                |          |
| 20                                                                                     | 22/07/1986 | Prague      | Terre (ext.)                     | Helena Suková                       | Olga Tsarbopoulou                | 6-2, 6-0       | Parcours |
|                                                                                        |            |             |                                  |                                     |                                  |                |          |
| 1986 - 2e tour (groupe mondial) - Tchécoslovaquie - Suisse - 3 : 0                     |            |             |                                  |                                     |                                  |                |          |
| 21                                                                                     | 22/07/1986 | Prague      | Terre (ext.)                     | Helena Suková                       | Céline Cohen                     | 6-1, 6-2       | Parcours |
|                                                                                        |            |             |                                  |                                     |                                  |                |          |
| 1986 - 1/4 de finale (groupe mondial) - Tchécoslovaquie - Australie - 3 : 0            |            |             |                                  |                                     |                                  |                |          |
| 22                                                                                     | 22/07/1986 | Prague      | Terre (ext.)                     | Helena Suková                       | Anne Minter                      | 6-4, 3-6, 6-4  | Parcours |
|                                                                                        |            |             |                                  |                                     |                                  |                |          |
| 1986 - 1/2 finale (groupe mondial) - Tchécoslovaquie - Argentine - 2 : 1               |            |             |                                  |                                     |                                  |                |          |
| 23                                                                                     | 22/07/1986 | Prague      | Terre (ext.)                     | Helena Suková                       | Mercedes Paz                     | 1-6, 6-3, 6-3  | Parcours |
|                                                                                        |            |             |                                  |                                     |                                  |                |          |
| 1986 - Finale (groupe mondial) - Tchécoslovaquie - États-Unis - 0 : 3                  |            |             |                                  |                                     |                                  |                |          |
| 24                                                                                     | 20/07/1986 | Prague      | Terre (ext.)                     | Chris Evert                         | Helena Suková                    | 7-5, 7-65      | Parcours |
| 24                                                                                     | 20/07/1986 | Prague      | Terre (ext.)                     | Martina Navrátilová Pam Shriver     | Hana Mandlíková Helena Suková    | 6-4, 6-2       | Parcours |
|                                                                                        |            |             |                                  |                                     |                                  |                |          |
| 1987 - 1er tour (groupe mondial) - Suède - Tchécoslovaquie - 0 : 3                     |            |             |                                  |                                     |                                  |                |          |
| 25                                                                                     | 28/07/1987 | Vancouver   |                                  | Helena Suková                       | Carina Karlsson                  | 6-4, 6-4       | Parcours |
|                                                                                        |            |             |                                  |                                     |                                  |                |          |
| 1987 - 2e tour (groupe mondial) - Yougoslavie - Tchécoslovaquie - 0 : 3                |            |             |                                  |                                     |                                  |                |          |
| 26                                                                                     | 28/07/1987 | Vancouver   |                                  | Helena Suková                       | Karmen Skulj                     | 6-2, 6-3       | Parcours |
|                                                                                        |            |             |                                  |                                     |                                  |                |          |
| 1987 - 1/4 de finale (groupe mondial) - Canada - Tchécoslovaquie - 1 : 2               |            |             |                                  |                                     |                                  |                |          |
| 27                                                                                     | 28/07/1987 | Vancouver   |                                  | Helen Kelesi                        | Helena Suková                    | 4-6, 6-1, 6-2  | Parcours |
| 27                                                                                     | 28/07/1987 | Vancouver   | Hana Mandlíková Helena Suková    | Jill Hetherington Helen Kelesi      | 7-63, 6-2                        |                | Parcours |
|                                                                                        |            |             |                                  |                                     |                                  |                |          |
| 1987 - 1/2 finale (groupe mondial) - Allemagne de l'Ouest - Tchécoslovaquie - 2 : 1    |            |             |                                  |                                     |                                  |                |          |
| 28                                                                                     | 28/07/1987 | Vancouver   |                                  | Helena Suková                       | Claudia Kohde-Kilsch             | 7-6, 7-5       | Parcours |
| 28                                                                                     | 28/07/1987 | Vancouver   | Steffi Graf Claudia Kohde-Kilsch | Hana Mandlíková Helena Suková       | 7-5, 6-2                         |                | Parcours |
|                                                                                        |            |             |                                  |                                     |                                  |                |          |
| 1988 - 1er tour (groupe mondial) - Brésil - Tchécoslovaquie - 0 : 3                    |            |             |                                  |                                     |                                  |                |          |
| 29                                                                                     | 05/12/1988 | Melbourne   |                                  | Helena Suková                       | Neige Dias                       | 6-1, 6-3       | Parcours |
|                                                                                        |            |             |                                  |                                     |                                  |                |          |
| 1988 - 2e tour (groupe mondial) - Nouvelle-Zélande - Tchécoslovaquie - 0 : 3           |            |             |                                  |                                     |                                  |                |          |
| 30                                                                                     | 05/12/1988 | Melbourne   |                                  | Helena Suková                       | Belinda Cordwell                 | 6-4, 6-3       | Parcours |
|                                                                                        |            |             |                                  |                                     |                                  |                |          |
| 1988 - 1/4 de finale (groupe mondial) - Danemark - Tchécoslovaquie - 0 : 3             |            |             |                                  |                                     |                                  |                |          |
| 31                                                                                     | 05/12/1988 | Melbourne   |                                  | Helena Suková                       | Tine Scheuer-Larsen              | 6-4, 6-4       | Parcours |
|                                                                                        |            |             |                                  |                                     |                                  |                |          |
| 1988 - 1/2 finale (groupe mondial) - Tchécoslovaquie - Canada - 3 : 0                  |            |             |                                  |                                     |                                  |                |          |
| 32                                                                                     | 05/12/1988 | Melbourne   |                                  | Helena Suková                       | Helen Kelesi                     | 6-0, 6-1       | Parcours |
|                                                                                        |            |             |                                  |                                     |                                  |                |          |
| 1988 - Finale (groupe mondial) - URSS - Tchécoslovaquie - 1 : 2                        |            |             |                                  |                                     |                                  |                |          |
| 33                                                                                     | 04/12/1988 | Melbourne   |                                  | Helena Suková                       | Natasha Zvereva                  | 6-3, 6-4       | Parcours |
|                                                                                        |            |             |                                  |                                     |                                  |                |          |
| 1989 - 1er tour (groupe mondial) - Tchécoslovaquie - Belgique - 3 : 0                  |            |             |                                  |                                     |                                  |                |          |
| 34                                                                                     | 03/10/1989 | Tokyo       | Dur (ext.)                       | Helena Suková                       | Sabine Appelmans                 | 6-4, 6-1       | Parcours |
|                                                                                        |            |             |                                  |                                     |                                  |                |          |
| 1989 - 2e tour (groupe mondial) - Tchécoslovaquie - Hongrie - 2 : 1                    |            |             |                                  |                                     |                                  |                |          |
| 35                                                                                     | 03/10/1989 | Tokyo       | Dur (ext.)                       | Helena Suková                       | Andrea Temesvári                 | 7-65, 6-0      | Parcours |
|                                                                                        |            |             |                                  |                                     |                                  |                |          |
| 1989 - 1/4 de finale (groupe mondial) - Tchécoslovaquie - Allemagne de l'Ouest - 2 : 1 |            |             |                                  |                                     |                                  |                |          |
| 36                                                                                     | 03/10/1989 | Tokyo       | Dur (ext.)                       | Steffi Graf                         | Helena Suková                    | 6-2, 6-1       | Parcours |
| 36                                                                                     | 03/10/1989 | Tokyo       | Dur (ext.)                       | Jana Novotná Helena Suková          | Steffi Graf Claudia Kohde-Kilsch | 6-2, 6-2       | Parcours |
|                                                                                        |            |             |                                  |                                     |                                  |                |          |
| 1989 - 1/2 finale (groupe mondial) - États-Unis - Tchécoslovaquie - 2 : 0              |            |             |                                  |                                     |                                  |                |          |
| 37                                                                                     | 03/10/1989 | Tokyo       | Dur (ext.)                       | Martina Navrátilová                 | Helena Suková                    | 4-6, 6-1, 6-4  | Parcours |
|                                                                                        |            |             |                                  |                                     |                                  |                |          |
| 1992 - 2e tour (groupe mondial) - Corée du Sud - Tchécoslovaquie - 0 : 3               |            |             |                                  |                                     |                                  |                |          |
| 38                                                                                     | 15/07/1992 | Francfort   | Terre (ext.)                     | Helena Suková                       | Kim Yeon-sook                    | 6-1, 7-63      | Parcours |
|                                                                                        |            |             |                                  |                                     |                                  |                |          |
| 1992 - 1/4 de finale (groupe mondial) - Australie - Tchécoslovaquie - 2 : 1            |            |             |                                  |                                     |                                  |                |          |
| 39                                                                                     | 17/07/1992 | Francfort   | Terre (ext.)                     | Helena Suková                       | Rachel McQuillan                 | 7-66, 4-6, 6-1 | Parcours |
|                                                                                        |            |             |                                  |                                     |                                  |                |          |
| 1993 - 1er tour (groupe mondial) - Afrique du Sud - République tchèque - 1 : 2         |            |             |                                  |                                     |                                  |                |          |
| 40                                                                                     | 19/07/1993 | Francfort   | Terre (ext.)                     | Helena Suková                       | Rosalyn Fairbank                 | 6-4, 3-6, 6-4  | Parcours |
|                                                                                        |            |             |                                  |                                     |                                  |                |          |
| 1993 - 2e tour (groupe mondial) - République tchèque - Italie - 2 : 1                  |            |             |                                  |                                     |                                  |                |          |
| 41                                                                                     | 21/07/1993 | Francfort   | Terre (ext.)                     | Helena Suková                       | M. Bentivoglio                   | 6-4, 6-2       | Parcours |
| 41                                                                                     | 21/07/1993 | Francfort   | Terre (ext.)                     | Jana Novotná Helena Suková          | Sandra Cecchini Silvia Farina    | 6-2, 6-2       | Parcours |
|                                                                                        |            |             |                                  |                                     |                                  |                |          |
| 1993 - 1/4 de finale (groupe mondial) - République tchèque - France - 0 : 3            |            |             |                                  |                                     |                                  |                |          |
| 42                                                                                     | 23/07/1993 | Francfort   | Terre (ext.)                     | Julie Halard                        | Helena Suková                    | 7-63, 6-4      | Parcours |
|                                                                                        |            |             |                                  |                                     |                                  |                |          |
| 1995 - Barrage (groupe mondial II) - République tchèque - Suède - 4 : 1                |            |             |                                  |                                     |                                  |                |          |
| 43                                                                                     | 22/07/1995 | Prague      | Moquette (int.)                  | Helena Suková                       | Maria Strandlund                 | 6-2, 6-3       | Parcours |
| 43                                                                                     | 22/07/1995 | Prague      | Moquette (int.)                  | Helena Suková                       | Åsa Svensson                     | 4-6, 6-4, 6-3  | Parcours |
| 43                                                                                     | 22/07/1995 | Prague      | Moquette (int.)                  | Petra Langrová Helena Suková        | Annica Lindstedt Maria Lindström | 6-4, 6-1       | Parcours |
|                                                                                        |            |             |                                  |                                     |                                  |                |          |
| 1996 - 1/4 de finale (groupe mondial II) - Canada - République tchèque - 0 : 3         |            |             |                                  |                                     |                                  |                |          |
| 44                                                                                     | 27/04/1996 | Vancouver   | Dur (ext.)                       | Helena Suková                       | Patricia Hy                      | 3-6, 6-0, 8-6  | Parcours |
| 44                                                                                     | 27/04/1996 | Vancouver   | Dur (ext.)                       |                                     | Jana Nejedly Helena Suková       | 6-1, 4-5, ab.  | Parcours |
| 44                                                                                     | 27/04/1996 | Vancouver   | Dur (ext.)                       | Jana Novotná Helena Suková          | Jill Hetherington Rene Simpson   | Non disputé    | Parcours |
|                                                                                        |            |             |                                  |                                     |                                  |                |          |
| 1996 - Barrage (groupe mondial I) - République tchèque - Argentine - 3 : 1             |            |             |                                  |                                     |                                  |                |          |
| 45                                                                                     | 13/07/1996 | Plzeň       | Moquette (int.)                  | Helena Suková                       | Florencia Labat                  | 7-5, 6-3       | Parcours |
| 45                                                                                     | 13/07/1996 | Plzeň       | Moquette (int.)                  | Helena Suková                       | Mercedes Paz                     | 6-75, 6-1, 6-2 | Parcours |
| 45                                                                                     | 13/07/1996 | Plzeň       | Moquette (int.)                  | Florencia Labat Mercedes Paz        | Jana Novotná Helena Suková       | Non disputé    | Parcours |

## Classements WTA en fin de saison

### En simple
| Année | 1981 | 1982 | 1983 | 1984 | 1985 | 1986 | 1987 | 1988 | 1989 | 1990 | 1991 | 1992 | 1993 | 1994 | 1995 | 1996 | 1997 |
| Rang  | 74   | 25   | 26   | 7    | 9    | 6    | 7    | 8    | 8    | 14   | 17   | 12   | 17   | 22   | 29   | 35   | 80   |

Source : (en) « Classements de Helena Suková », sur le site officiel du WTA Tour

### En double
| Année | 1986 | 1987 | 1988 | 1989 | 1990 | 1991 | 1992 | 1993 | 1994 | 1995 | 1996 | 1997 |
| Rang  | 3    | 6    | 4    | 2    | 1    | 8    | 1    | 2    | 23   | 9    | 6    | 10   |

Source : (en) « Classements de Helena Suková », sur le site officiel du WTA Tour